# Токонома

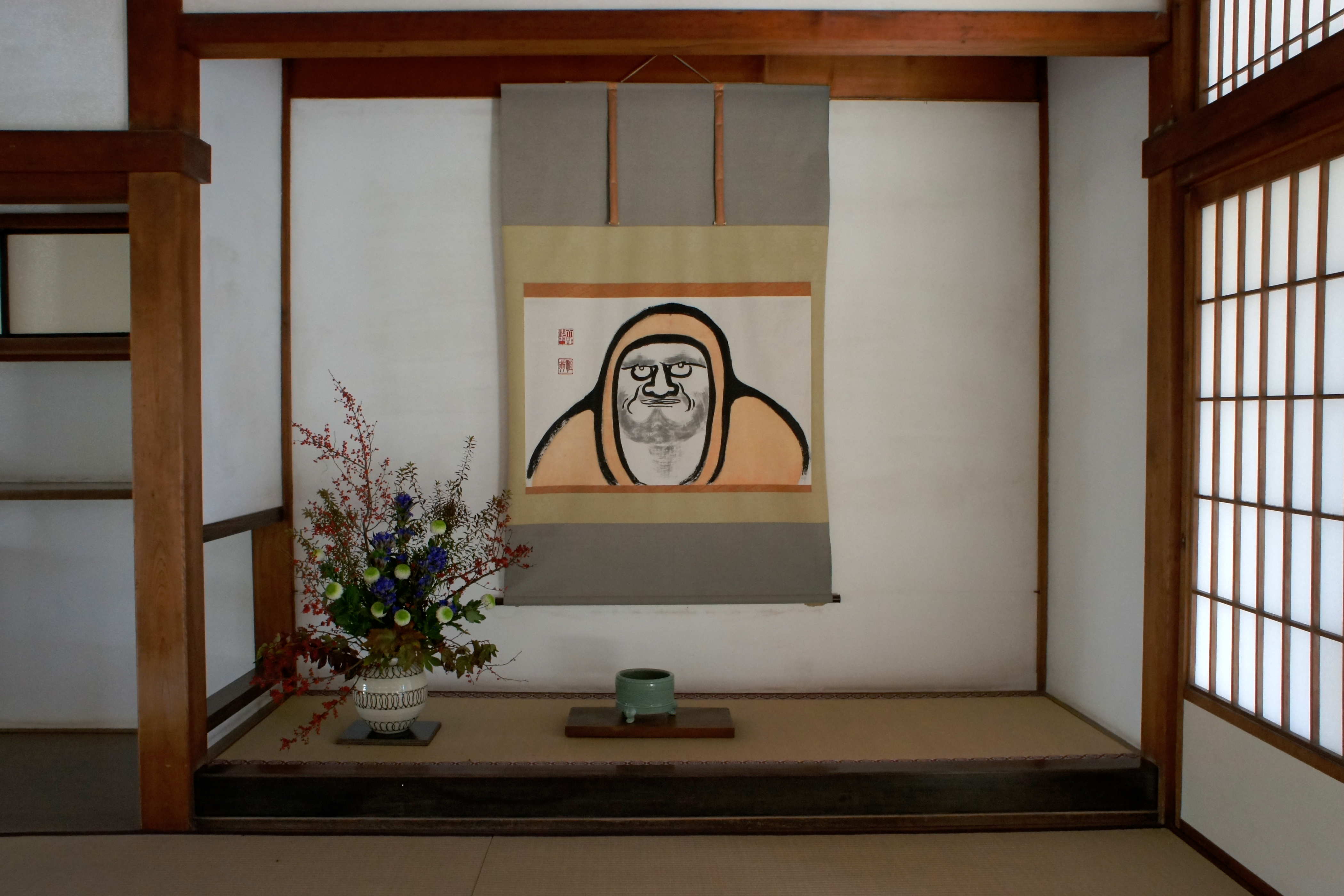
Токонома со свитком и икебаной

Токонома́ (яп. 床の間) или Токо (яп. 床), — альков или ниша в стене традиционного японского жилища, является одной из 4 основных составляющих элементов главного помещения японского аристократического дома.

## История
Токонома впервые появилась в японских домах в конце периода Муромати (XIV-XVI века). В архитектуре стиля сёин этого периода он назывался осиита (押板) и в основном представлял собой специально-отведённое пространство на стене, где можно было повесить свитки, а также с возвышением, на котором могли быть установлены такие предметы, как курильница, ваза для цветов и подсвечник.

## Характеристики
Традиционно токонома представляет собой небольшую неглубокую нишу в стене помещения, в которой располагается  какэмоно — свиток с живописью или каллиграфически написанным изречением, девизом или стихотворением. Кроме того, обычным атрибутом токонома является небольшая цветочная композиция (икебана), иногда — курильница для благовоний. Сегодня не все японцы проявляют такое уважение к статусу токонома, в некоторых гостиницах и частных домах туда ставят телефон или телевизор.

## Этикет
При размещении гостей в комнате в японском стиле следуя этикету является правильным посадить самого важного гостя спиной к токономе.
Входить в токонома категорически запрещается, за исключением случаев перемещения предметов внутри неё.